# دهستان ملک‌آباد
دهستان ملک‌آباد نام دهستانی در بخش مرکزی شهرستان سیرجان، استان کرمان در ایران است. براساس سرشماری مرکز آمار ایران در سال ۱۳۸۵، جمعیت آن ۸۳۸۱ نفر (۱۹۶۸ خانوار) بوده‌است.